# Bielefeld
Bielefeld és una ciutat alemanya situada a l'estat de Rin del Nord-Westfàlia. És la ciutat més gran de la regió de Westfàlia Oriental-Lippe i és un centre major en l'estat federal. Forma, juntament amb Gütersloh i Herford, una àrea metropolitana important.

## Història

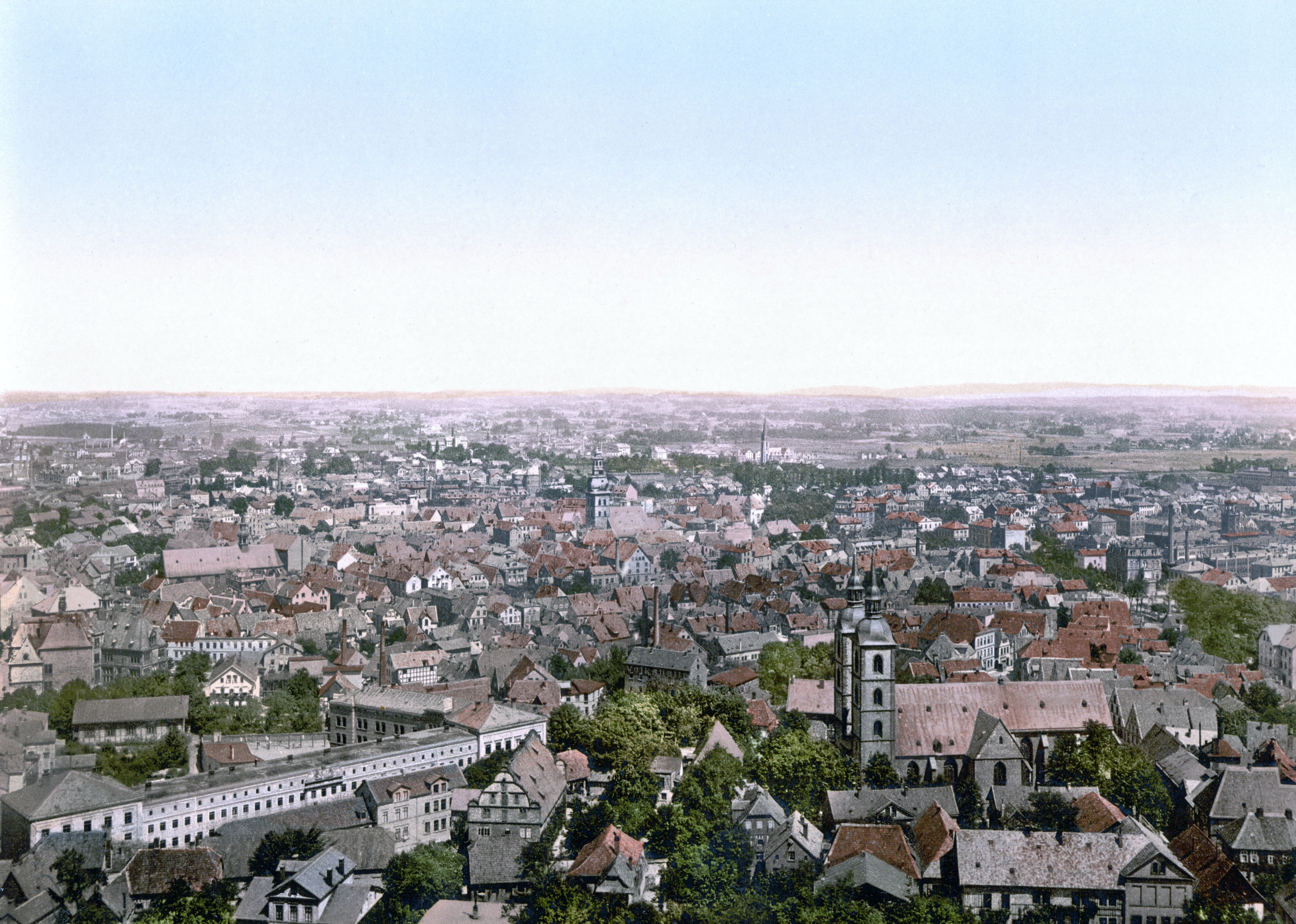
La ciutat el 1895.

El primer esment conegut de Bielefeld data de 1214, en un contracte del Comte Hermann von Ravensberg i el Monestir de Marienfeld. Anteriorment, havia en la zona un assentament de camperols poc important amb el nom de "Biliuelde". La fundació de la ciutat es deu, probablement, a la necessitat d'assegurar la frontera sud del territori del comtat. També es tenia previst desenvolupar la ciutat perquè fos una referència comercial i la capital del comtat.
La ubicació en les rutes comercials i la proximitat a l'important pas pel bosc Teutoburg li va permetre convertir-se ràpidament en el centre financer del Comtat de Ravensberg.
A finals del segle xv, la ciutat va entrar a formar part de la Lliga Hanseàtica i a partir del segle xvi es va introduir a la indústria del lli.
Com a resultat de la Guerra dels Trenta Anys, la ciutat va ser presa per Brandenburg i Prússia. En el segle xviii, la indústria del lli va entrar en crisi, però amb la introducció del ferrocarril, la indústria es va desenvolupar. En la ciutat es troben encara els edificis d'una de les fàbriques de lli més grans d'aquests temps, la "Ravensberger Spinnerei". Encara avui, Bielefeld és un centre important de manufactura. En el segle xix també es va desenvolupar la indústria d'aliments amb la signa Oetker (d'August Oetker), que és una de les més grans d'Europa.
En el segle xx, la ciutat va créixer particularment, a l'unir-se amb comarques properes i així fer-se una ciutat gran. Al començar la Segona Guerra Mundial, Bielefeld va participar en la indústria armamentista i, al faltar la mà d'obra, es van emprar esclaus polonesos i russos. Els aliats van bombardejar la ciutat el 1940, però la major destrucció en bombardejos va ocórrer el 30 de setembre de 1944.
El 1945 l'exèrcit dels Estats Units va prendre la ciutat sense resistència. La reconstrucció de la ciutat, després de la guerra, va canviar el caràcter de Bielefeld, al reemplaçar edificis històrics amb edificis moderns.

## Geografia
- Altitud: 113 metres.
- Latitud: 52º 01' 59" N
- Longitud: 008º 31' 59" E.

## Educació
Des de 1969 hi ha en la ciutat una universitat, que des de començaments dels 90 s'ha especialitzat a fer estudis sobre el racisme i la xenofòbia contra els estrangers i, en particular, contra els musulmans dintre de la Unió Europea, pel que periòdicament presenta informes a la Comissió Europea.

## Geografia
La ciutat està a la vora del Bosc Teutònic (en alemany Teutoburger Wald), que presenta una cadena de turons que creuen per la zona urbana.

## Personatges il·lustres
- Tilman Rammstedt, escriptor.
- Sophie Cruvelli (1826-1907), soprano dramàtica.
- F.W. Murnau, director de cinema.
- Helmuth Osthoff (1896-1983) músicòleg.